# Jakub Bart-Ćišinski

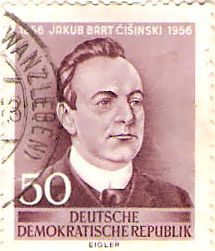
Jakub Bart-Ćišinski na znaczku wydanym przez pocztę NRD w 1956 r.

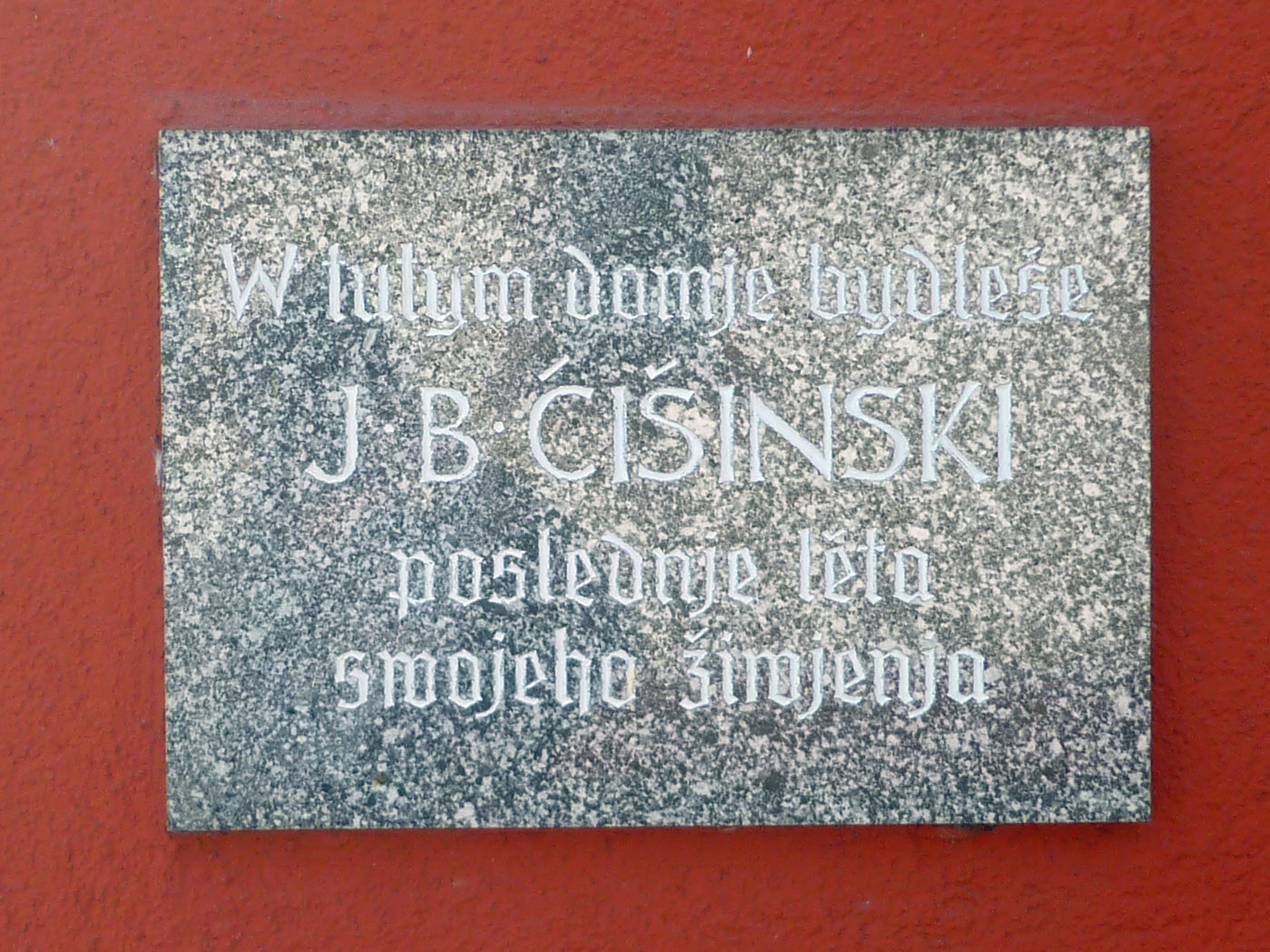
Tablica pamiątkowa w języku serbskołużyckim na domu Jakuba Barta-Ćišinskiego w Pančicach: W tym domu spędził ostatnie lata swego życia J. B. Ćišinski

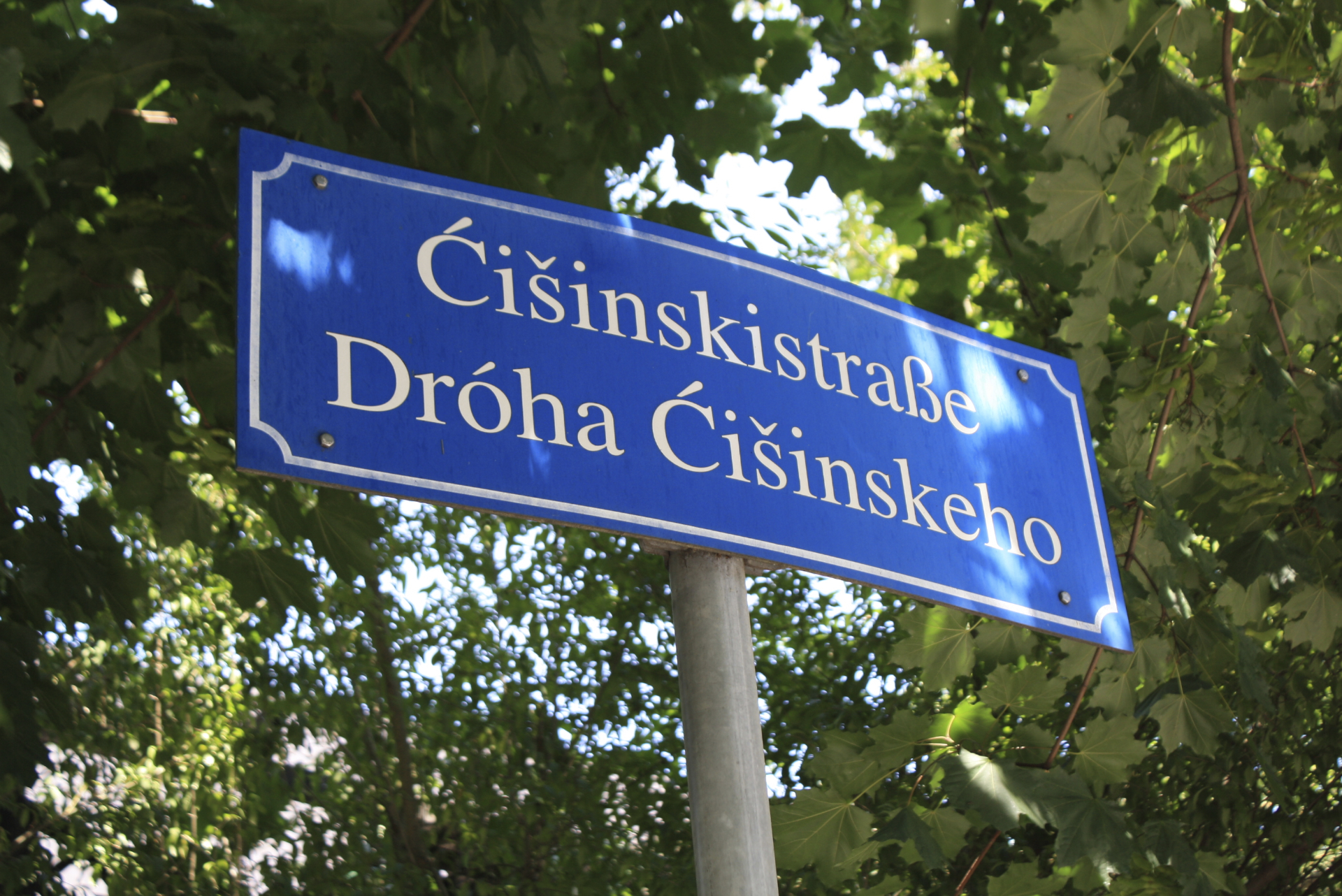
Ulica Ćišinskiego dwujęzyczna niemiecko-serbskołużycka tabliczka w Pančicach-Kukowie

Jakub Bart-Ćišinski (wym. [ˈjakup ˈbaʀt ˈt͡ʃiʃinskʲi], ur. 20 sierpnia 1856 w Kukowie, zm. 16 października 1909 w Pančicach) – serbołużycki poeta, pisarz i dramatopisarz, tworzący w języku górnołużyckim, teoretyk literatury i kultury serbołużyckiej, duchowny katolicki.

## Życiorys
Jakub Bart pochodził z katolickiej rodziny chłopskiej. Uczęszczał do pobliskiej szkoły w Pančicy, gdzie wyróżniał się jako zdolny uczeń. Pomimo ubóstwa swej rodziny, w 1869 rozpoczął naukę w seminarium nauczycielskim w Budziszynie. Język łużycki stanowił tutaj tylko małą część lekcji (jedynie 1 lekcje tygodniowo), które były zdominowane przez język niemiecki. Bardzo ograniczony program nauczania języka ojczystego rekompensowała nieco osoba wykładowcy, a mianowicie Michał Hórnik, który rozbudził w przyszłym poecie poczucie przynależności do narodu łużyckiego.
W 1871 Bart wyjechał na dalsze studia do Pragi. Tam młody pisarz działał w łużyckiej organizacji Serbowka i początkowo publikował swoje utwory w jej piśmie Kwětki, a następnie w nowym piśmie Lipa Serbska, redagowanym wspólnie z Aronstem Muką. Równocześnie ze studiami Bart podjął się nauki trzech języków słowiańskich: czeskiego, polskiego i rosyjskiego.
W 1881 po ukończeniu studiów teologicznych powrócił z Pragi do ojczyzny, gdzie miał obowiązek odbyć jednoroczną służbę wojskową. Po jej ukończeniu rozpoczął w marcu 1883 prace jako wikary we wsi Ralbicy, skąd po około roku został przeniesiony do Radworja. Tam nawiązał znajomość z Alfonsem Parczewskim i jego siostrą Melanią oraz z Adolfem Černým. Następnie po trzech latach znów został przeniesiony, tym razem do Šěrachowa, a po roku do Drezna. Pomimo iż Drezno nie leżało na terenie etnograficznym Łużyc, w mieście zamieszkiwało wiele Łużyczan i przedstawicieli innych narodów słowiańskich. W mieście zaprzyjaźnił się z Bjarnatem Krawcem oraz ze śpiewaczką opery drezdeńskiej Teresą Saakową.
Ćišinski w 1896 został zmuszony przez niemieckie władze kościelne do wyjazdu do klasztoru w Zákupach w ramach pokuty. Od tego momentu jako ksiądz znajdował się (z powodu swojego zaangażowania dla sprawy serbołużyckiej oraz niezależności artystycznej) w ciągłym konflikcie z Kościołem katolickim. Po odbyciu pokuty został przeniesiony do położonego na terenie niemieckojęzycznym miasta Chemnitz. Później jeszcze wielokrotnie był szykanowany z powodu swojej działalności, m.in. w 1901, kiedy to przymusowo skierowano go do sanatorium w Waldernbach - jako rzekomego alkoholika. Jednak w tym samym roku nastąpił niejaki przełom - Bat został awansowany na administratora parafii Radebergu, skąd mógł znów kontaktować się ze swoimi rodakami.
W 1903 kuria biskupia zdecydowała o przedwczesnym odejściu Barta w stan spoczynku. Ta decyzja mogła być podyktowana sympatiami politycznymi księdza oraz przychylnym stosunkiem do robotników i ich ideologii. Nieskrępowany ograniczeniami władz kościoła Ćišinski mógł wrócić teraz bez przeszkód na rodzinną ziemię. Zamieszkał najpierw w Kukowie a potem w Pančicy, gdzie w pełni poświęcił się działalności narodowej. W 1904 został redaktorem czasopisma Łužica i pozostał nim aż do końca życia.
Zmarł 16 października 1909 w Pančicy po długich i bolesnych zmaganiach z ciężką chorobą.

### Działalność poetycka
Na podstawach górnołużyckiej literatury narodowej (stworzonych przez Handrija Zejlera 1804-1872), Ćišinski tworzył świecką literaturę łużycką na europejskim poziomie artystycznym. Jego ulubionym gatunkiem literackim był sonet, np. Słowjanam 1884 (będący dramatycznym apelem do słowiańskich braci o pomoc dla Łużyczan uciskanych przez Niemców). Tłumaczył też na język górnołużycki sonety czeskie (Jána Kollára) i polskie (Mickiewicza). Napisał heksametrem idylliczny epos narodowy Nawoženja (Oblubieniec) 1877. Jego najbardziej znanym utworem jest młodzieńczy patriotyczny wiersz Moje serbske wuznaće (Moje serbskie wyznanie).
Ćišinski jest twórcą dramatu łużyckiego, np. Na hrodźišću (Na grodzisku) 1880, opiewającego walkę Miliducha z Frankami (napisanego pod wpływem Rękopisu królodworskiego, pochodzącej z 1817 mistyfikacji czeskiego pisarza Václava Hanki).
Ćišinski zajmował się także twórczością prozatorską – np. próba powieściowa Narodowc a wotrodźeńc (Patriota i renegat) 1879 poruszała ówczesną problematykę łużycką.
Ćišinski był także teoretykiem języka i kultury łużyckiej, propagując poglądy demokratyczne, wzorowane na słowackim działaczu narodowym Michale Hattali, np. artykuł Hłosy ze Serbow do Serbow (zamieszczony w Lipie Serbskiej 1877/78).

## Upamiętnienie
Pomnik Ćišinskiego i szkoła jego imienia znajdują się w jego rodzinnej miejscowości Pančicy-Kukow; grób na cmentarzu w Wotrowie.
W 1973 prof. Jerzy Śliziński zorganizował w Warszawie konferencję międzynarodową poświęconą pamięci Jakuba Bart-Ćišinskiego.

## Twórczość
- Moje serbske wuznaće
- Nawoženja (1877) (Narzeczony)
- Narodowc a wotrodźenc (1879}
- Na hrodźišću (1880) (Na grodziszczu)
- Slubowanje ze zadźěwkami (1881)
- Słowjanam (1884)
- Kniha sonetow (1884) (Księga sonetów)
- Formy (1888)
- Přiroda a wutroba (1889) (Przyroda i serce)
- Serbske zynki (1897)
- Ze žiwienja (1899) (Z życia)
- Z křidłom worjołskim (1904) (Skrzydłem orła)
- Z juskom wótčinskim (1904)
- Wysk a stysk (1905)
- Za ćichim (1906)
- Serbske wobrazki (1908) (Serbskie obrazki)
- Krew a Kraj (1909) (Krew i kraj)

### Zbiory wydane po śmierci poety
- Swětło z wyšiny (1911)
- Z wotmachom. Z domachom. Z doškrabkom (1913)